# Johann Tandler
Johann Tandler, detto Hans (10 settembre 1901 – ...), è stato un calciatore austriaco, di ruolo difensore.

## Carriera

### Club
Ha giocato nel campionato austriaco e statunitense.

### Nazionale
Ha collezionato 18 presenze con la Nazionale austriaca.